# 孔庚
孔庚（1873年6月1日—1950年4月5日）又名昭焕，字文轩，号雯掀。湖北省浠水县朱店王祠人。中华民国军事将领、政治人物。

## 生平
孔庚是清朝秀才。1898年，因带头打学官及劣绅的儿子，被武昌府逮捕入狱，后获释。1903年，同吴禄贞等人秘密组织革命机关。后来，孔庚留学日本陆军士官学校第六期骑兵科。1905年，参加中国同盟会及铁血丈夫团。1907年毕业归国，任广西新军督练公所参事官兼经理科、教育科科长，创办陆军小学堂，后来在军咨府任职。他还参加留学生考试，获兵科举人。
1911年武昌起义期间，孔庚来往于北京、孝感，为革命派传递消息。他还参加了光复山西的活动。1914年，孔庚任中央陆军第九师师长，兼任晋西镇守使，授陆军中将。1916年，任同武将军署参谋长（阎锡山为同武将军）。袁世凯称帝时，孔庚获封三等男。孔庚通电反对袁世凯后，被阎锡山免职。1922年，孔庚任孙中山大元帅大本营参议。陈炯明发动六一六事变后，孔庚任讨逆军中央直属鄂军军长。曹锟贿选后，孔庚任讨贼鄂军总司令。
1927年3月，孔庚当选国民政府委员。蒋介石发动四一二事变后，孔庚同汪精卫、邓演达、宋庆龄、董必武等四十人联合通电宣布反对蒋介石。1927年5月，任湖北省政府常务委员，曾经一度主持湖北政务。同年12月，因“倾共”嫌疑而被逮捕，后经谭延闿、冯玉祥等作保而获释。
1928年初，孔庚赴上海。1930年，参加了北平反蒋扩大会议。1932年2月获聘为国难会议会员，同年4月参加了洛阳会议，回武汉后以湖北省政府奉安孙中山灵柩委员的名义赴南京，旋即遭到软禁。此后，经居正、蒋作宾等人营救，孔庚恢复自由。回到武汉后，孔庚和南夔等人创办张楚中学，孔庚任董事长。
1933年2月，孔庚任湖北省政府委员，任职期间提议将蕲水县更名为浠水县，还参加了鄂豫皖剿匪总司令部视察团。后来，孔庚被免职，此后离开政界，投身教育事业。
1937年10月，抗日战争爆发后，孔庚與邓初民、孟宪章等人创办《民族战线》周刊，并创立了湖北战时乡村工作促进会。抗日战争结束后，1946年，孔庚在重庆创办《民主日报》，后来任立法委员。1947年迁居武昌。1949年1月，湖北各界发起和平运动，在湖北省参议会召开会议，孔庚参加会议，发言主张保存蒋介石的法统，随即被轰下讲台。
1949年，國民黨在國共內戰中屢屢失利，解放軍即將進入武漢，此時有人勸孔庚南逃，對此他回應：「自幼愛國愛鄉，不願做他鄉之鬼」。之後，共產黨政府屢派員訪問，孔庚於門首大書：『殺我者請進，訪我者擋駕』，最終其住宅遭沒收。
1950年4月5日，孔庚絕食而死，享年七十七歲。卜葬於武昌喻家山東面一個小山丘上。
1950年6月8日，中華民國政府發布總統令褒揚孔庚：「立法委員孔庚器識弘毅，志矢忠貞……絕粒捐軀，追懷剛正……此令」，他的立法委員名額由陶希聖遞補。